# Laghi d'Italia per superficie
Questa è una lista dei laghi d'Italia classificati per superficie. 
In passato, al terzo posto per estensione, c'era il lago Fucino nell'attuale Abruzzo con i suoi oltre 150 km² di superficie lacustre, prosciugato completamente nel 1875 ad opera dei principi Torlonia.

## Lista
| P. | Nome                  | Area (km²) | Profondità max (m) | Profondità media (m) | Altitudine (m.s.l.m.) | Regioni o Stati                        | Immissari principali                        | Emissario                | Isole principali                            | Origine       |
| -- | --------------------- | ---------- | ------------------ | -------------------- | --------------------- | -------------------------------------- | ------------------------------------------- | ------------------------ | ------------------------------------------- | ------------- |
| 1  | Garda (Benaco)        | 367,9      | 346                | 133                  | 65                    | Lombardia, Veneto, Trentino-Alto Adige | Sarca, altri 25                             | Mincio                   | Isola del Garda, San Biagio                 | Glaciale      |
| 2  | Maggiore (Verbano)    | 212,5      | 372                | 177,5                | 194                   | Lombardia, Piemonte, Svizzera          | Ticino, Maggia, Toce, Tresa                 | Ticino                   | Isole Borromee                              | Glaciale      |
| 3  | Como (Lario)          | 145,9      | 410                | 154                  | 197,39                | Lombardia                              | Adda, Mera, Fiumelatte, Pioverna            | Adda                     | Isola Comacina                              | Glaciale      |
| 4  | Trasimeno             | 124,3      | 6,3                | 4,7                  | 258                   | Umbria                                 | Anguillara                                  | Emissario del Trasimeno  | Isola Polvese, Isola Maggiore, Isola Minore | Tettonica     |
| 5  | Bolsena (Vulsino)     | 113,5      | 151                | 81                   | 305                   | Lazio                                  |                                             | Marta                    | Bisentina, Martana                          | Vulcanica     |
| 6  | Iseo (Sebino)         | 61,8       | 251                | 123                  | 186                   | Lombardia                              | Oglio, Borlezza                             | Oglio                    | Monte Isola, Loreto, San Paolo              | Glaciale      |
| 7  | Varano                | 60,5       | 6                  | 3                    | 0                     | Puglia                                 | Sorgenti sotterranee                        | comunica con l'Adriatico |                                             | Costiera      |
| 8  | Bracciano (Sabatino)  | 57         | 165                | 88,6                 | 164                   | Lazio                                  |                                             | Arrone                   |                                             | Vulcanica     |
| 9  | Lesina                | 51,4       | 2                  |                      | 0                     | Puglia                                 |                                             | comunica con l'Adriatico |                                             | Costiera      |
| 10 | Lugano (Ceresio)      | 48,9       | 288                | 134                  | 271                   | Lombardia, Svizzera                    | Vedeggio, Cassarate, Magliasina             | Tresa                    |                                             | Glaciale      |
| 11 | Lago Omodeo (Tirso)   | 22         | 61                 | 12,1                 | 118                   | Sardegna                               | Tirso, Taloro                               | Tirso                    |                                             | Artificiale   |
| 12 | Orta (Cusio)          | 18,2       | 143                | 71,6                 | 290                   | Piemonte                               | Sorgenti sotterranee                        | Nigoglia                 | Isola di San Giulio                         | Glaciale      |
| 13 | Lago Coghinas         | 17,9       | 50                 |                      | 164                   | Sardegna                               | Coghinas, Riu Mannu di Berchidda, Riu Mannu | Coghinas                 |                                             | Artificiale   |
| 14 | Varese                | 15         | 26                 | 11                   | 238                   | Lombardia                              | Brabbia, Tinella                            | Bardello                 | Isolino Virginia                            | Glaciale      |
| 15 | Campotosto (L'Aquila) | 14         | 35                 |                      | 1300                  | Abruzzo                                | Rio Fucino                                  |                          |                                             | Artificiale   |
| 16 | Vico (Cimino)         | 12,1       | 50                 | 22,2                 | 507                   | Lazio                                  |                                             | Rio Vicano               |                                             | Vulcanica     |
| 17 | Idro (Eridio)         | 10,9       | 122                |                      | 368                   | Lombardia, Trentino-Alto Adige         | Chiese, Re di Anfo, Caffaro                 | Chiese                   |                                             | Glaciale      |
| 18 | Lago di San Giuliano  | 9,3        | 39                 | 33                   | 101                   | Basilicata                             | Bradano                                     | Bradano                  |                                             | Artificiale   |
| 19 | Santa Croce           | 7,8        | 44                 | 33                   | 386                   | Veneto                                 | Canale Cellina, Tesa                        | Rai                      |                                             | Frana         |
| 20 | Lago di Montedoglio   | 7,7        | 14                 |                      | 435                   | Toscana                                | Tevere                                      | Tevere                   |                                             | Artificiale   |
| 21 | Massaciuccoli         | 6,9        | 3                  |                      | 2                     | Toscana                                |                                             |                          |                                             | Costiera      |
| 22 | Albano                | 6          | 168                |                      | 293                   | Lazio                                  |                                             | Emissario artificiale    |                                             | Vulcanica     |
| 23 | Mezzola               | 5,9        | 69                 |                      | 200                   | Lombardia                              | Mera, Codera, Ratti                         | Mera                     |                                             |               |
| 24 | Viverone (Azeglio)    | 5,8        | 50                 |                      | 230                   | Piemonte                               | Rio di Piverone, Roppolo, Moglie, Toeile    | Roggia Fola              |                                             | Intermorenico |
| 25 | Annone (Oggiono)      | 5,7        | 11,3               |                      | 224                   | Lombardia                              |                                             | Rio Torto                |                                             |               |
| 26 | Caldonazzo            | 5,4        | 49                 | 26,5                 | 449                   | Trentino-Alto Adige                    | Mandola                                     | Brenta                   |                                             |               |
| 27 | Pusiano (Eupilio)     | 5,3        | 24                 |                      | 257                   | Lombardia                              | Lambro                                      | Lambro                   | Isola dei Cipressi                          |               |
| 28 | Lago di Lei           | 4,1        |                    |                      | 1931                  | Lombardia, Svizzera                    |                                             | Reno di Lei              | Artificiale                                 |               |
| 29 | Lago di Chiusi        | 3,87       | 8                  |                      | 243                   | Toscana                                |                                             |                          |                                             |               |
| 30 | Lago di Comabbio      | 3,4        | 8                  |                      |                       | Lombardia                              |                                             |                          |                                             |               |
| 31 | Lago di Endine        | 2,3        | 9,4                | 5,1                  | 334                   | Lombardia                              | nessuno                                     | Cherio                   | glaciale                                    |               |

| 32 || Lago Aiso  || 0,025 || 13 || || 10 ||  || 216 || || Umbria ||  || || || ||  || || || Risorgiva artesiana ||